# Ed Melvin
Edward Michael Melvin, nato Milkovich, detto Ed (Pittsburgh, 13 febbraio 1916 – Toledo, 30 luglio 2004), è stato un cestista e allenatore di pallacanestro statunitense, professionista nella BAA.